# Peter Artedi
Peter Artedi (también conocido como Petrus Arctaedius) (Anundsjö, Suecia, 22 de febrero de 1705-Ámsterdam, 27 de septiembre de 1735) fue un ictiólogo sueco, conocido como el padre de la ictiología.

## Biografía
Tras completar su educación media en Härnösand, el 30 de octubre de 1724 comenzó a estudiar teología en la Universidad de Upsala, pero su interés por la historia natural lo desvió de su vocación pastoral. Estudió medicina con Lars Roberg.
Colega y amigo de Carlos Linneo, a quien conoció en Upsala en 1728, cuando ambos dejaron la ciudad en 1732 asumieron la responsabilidad recíproca de publicar los manuscritos del otro en caso de fallecimiento. Artedi murió ahogado en los canales de Ámsterdam, adonde había llegado para catalogar la colección de Albertus Seba. Linneo cumplió su palabra y los manuscritos de Artedi se imprimieron en Leiden en 1738, junto a una biografía del autor.
Su clasificación de los peces se organiza en orden, género y especie. Identificó cuatro órdenes (y, equivocadamente, el de los cetáceos), 47 géneros y 230 especies. Artedi no llegó a utilizar una nomenclatura binominal, pero Linneo lo incorporó en su edición. Por ejemplo, donde Artedi se refiere a Zeus ventre aculeato, cauda in extremo circinata, Linneo lo simplifica como Zeus faber. Esta especie fue llamada Faber sive Gallus Marinus por Guillaume Rondelet (1507-1566) y otros autores la llamaron Piscis Jovii. Artedi traduce Jovii como Zeus y el término elegido por Rondelet, faber, se convierte en el nombre específico. Anarhichas Lupus marinus nostras se vuelve, gracias a Linneo, Anarhichas lupus y Clupea, maxilla inferiore longiore, maculis nigris carens : Harengus vel Chalcis Auctorum, Herring vel Hering Anglis, Germanis Belgis, simplemente, Clupea harengus.

## Obra
- Bibliotheca Ichthyologica (1738)
- Philosophia Ichthyologica (1738)
- Historia piscium universalis (1735)
- Synonymologia manuscript (1735)
- Prolegomena institutionum (1735)

## Honores

### Epónimos
Género vegetal
- (Apiaceae) Artedia L.[1]

Género animal
- (Artedidraconidae) Artedidraco Lönnberg 1905